# Пента-ди-Казинка
Пента-ди-Казинка (фр. Penta-di-Casinca, корс. A Penta di Casinca) — коммуна во Франции, находится в регионе Корсика. Департамент коммуны — Верхняя Корсика. Входит в состав кантона Казинка-Фумальто. Округ коммуны — Бастия.
Код INSEE коммуны — 2B207.

## Население
Население коммуны на 2008 год составляло 2855 человек.
| 1962 | 1968 | 1975 | 1982 | 1990 | 1999 | 2008 |
| ---- | ---- | ---- | ---- | ---- | ---- | ---- |
| 546  | 683  | 861  | 1348 | 1917 | 2438 | 2855 |

## Экономика
В 2007 году среди 1823 человек в трудоспособном возрасте (15—64 лет) 1176 были экономически активными, 647 — неактивными (показатель активности — 64,5 %, в 1999 году было 57,3 %). Из 1176 активных работали 1008 человек (581 мужчина и 427 женщин), безработных было 168 (61 мужчина и 107 женщин). Среди 647 неактивных 169 человек были учащимися или студентами, 148 — пенсионерами, 330 были неактивными по другим причинам.